# Rynek (Rzeczyca)
Rynek – część wsi Rzeczyca w Polsce, położona w województwie lubelskim, w powiecie tomaszowskim, w gminie Ulhówek.
W latach 1975–1998 Rynek należał administracyjnie do województwa zamojskiego.
Wierni Kościoła rzymskokatolickiego należą do parafii św. Maksymiliana Kolbego w Ulhówku.